# Srpen 2017

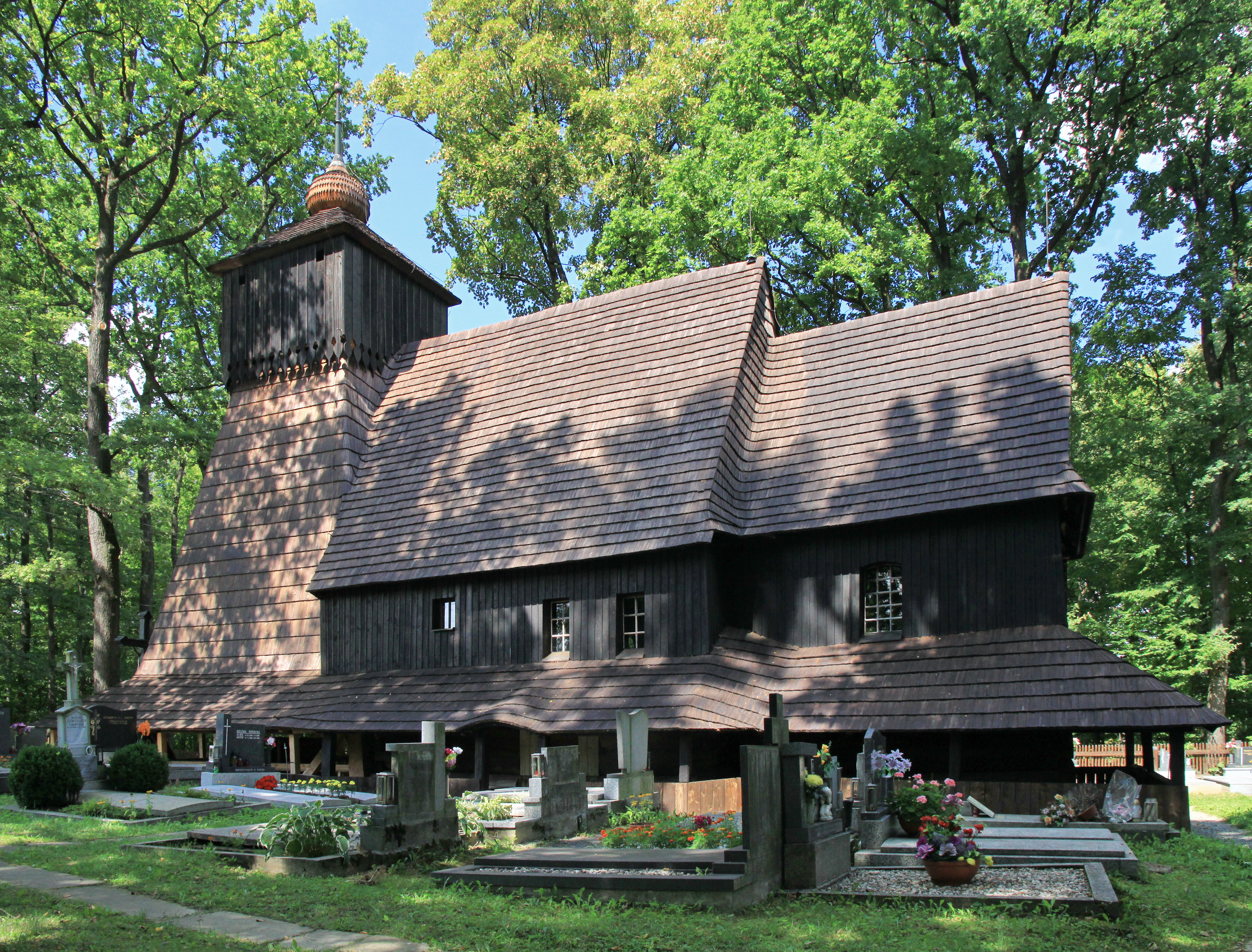
Kostel Božího Těla, Guty

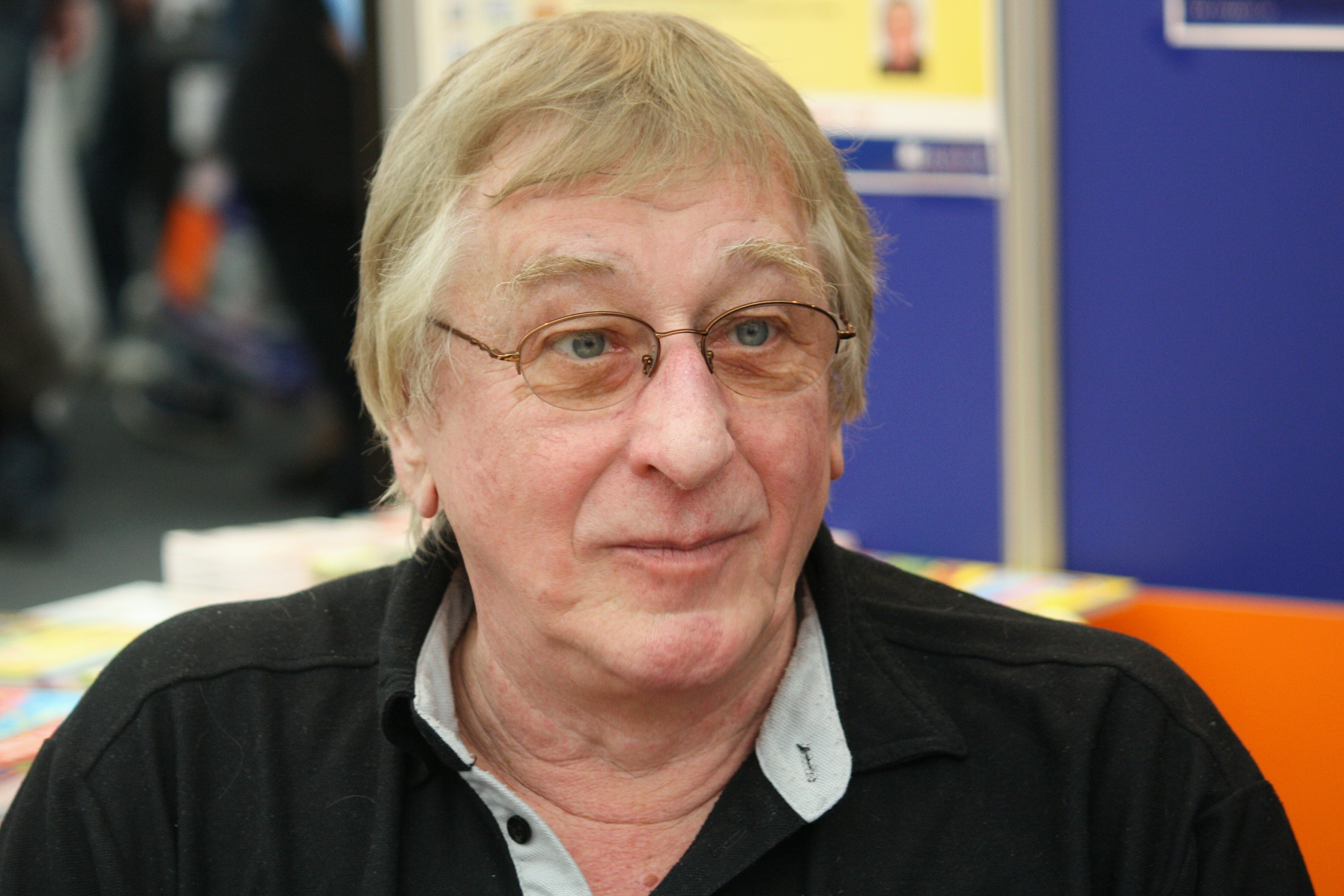
Pavel Kantorek

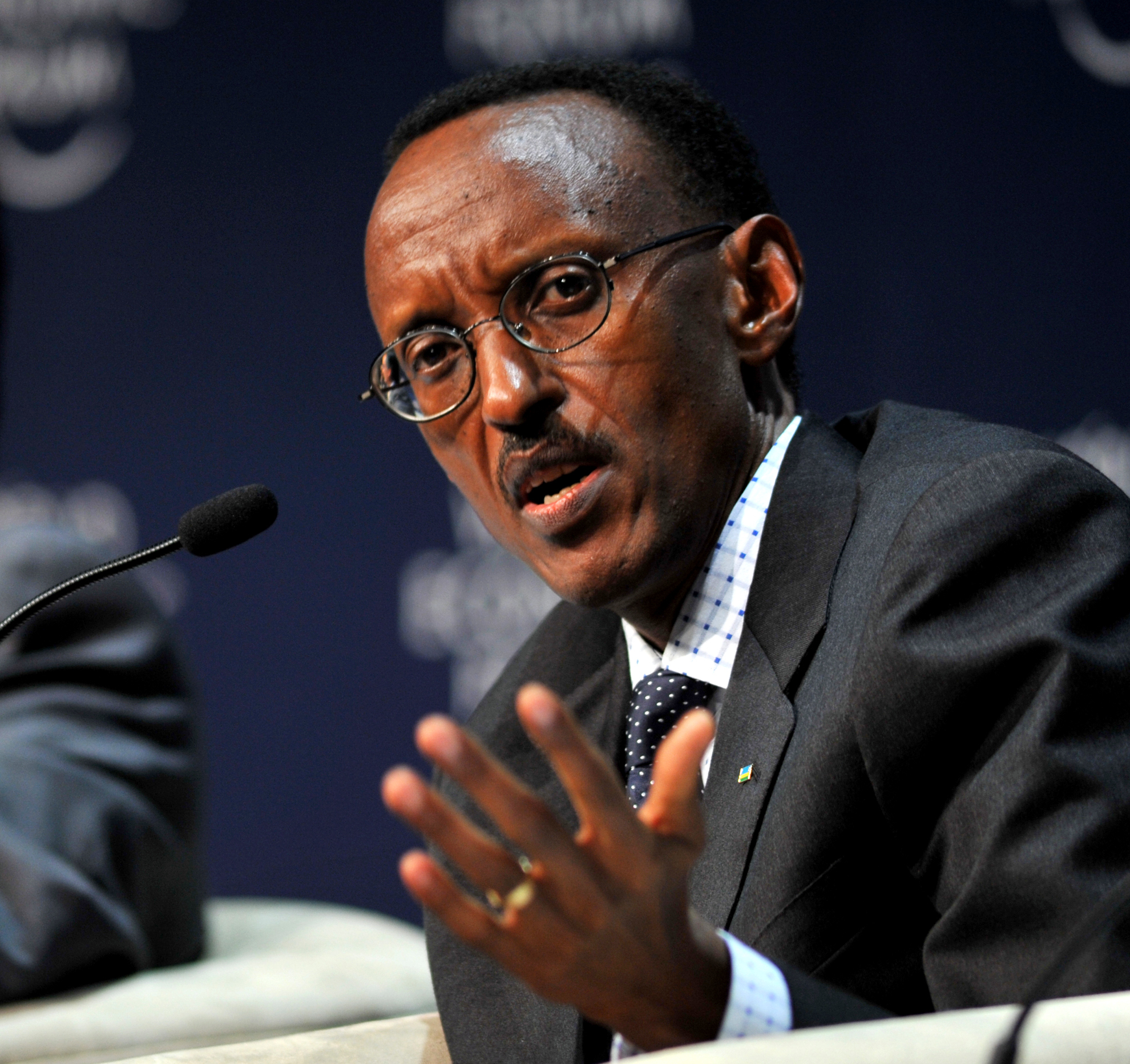
Paul Kagame

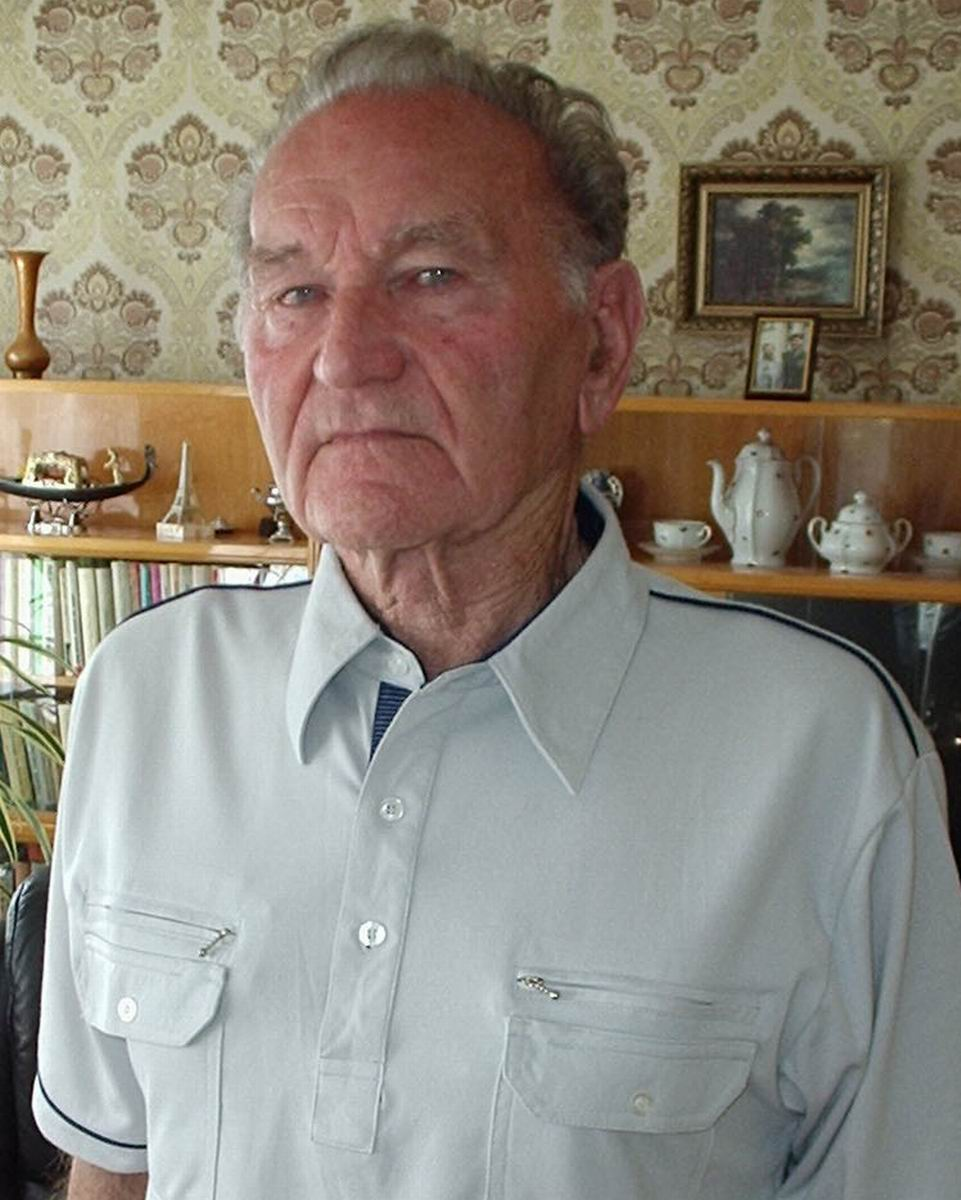
Jaroslav Klemeš

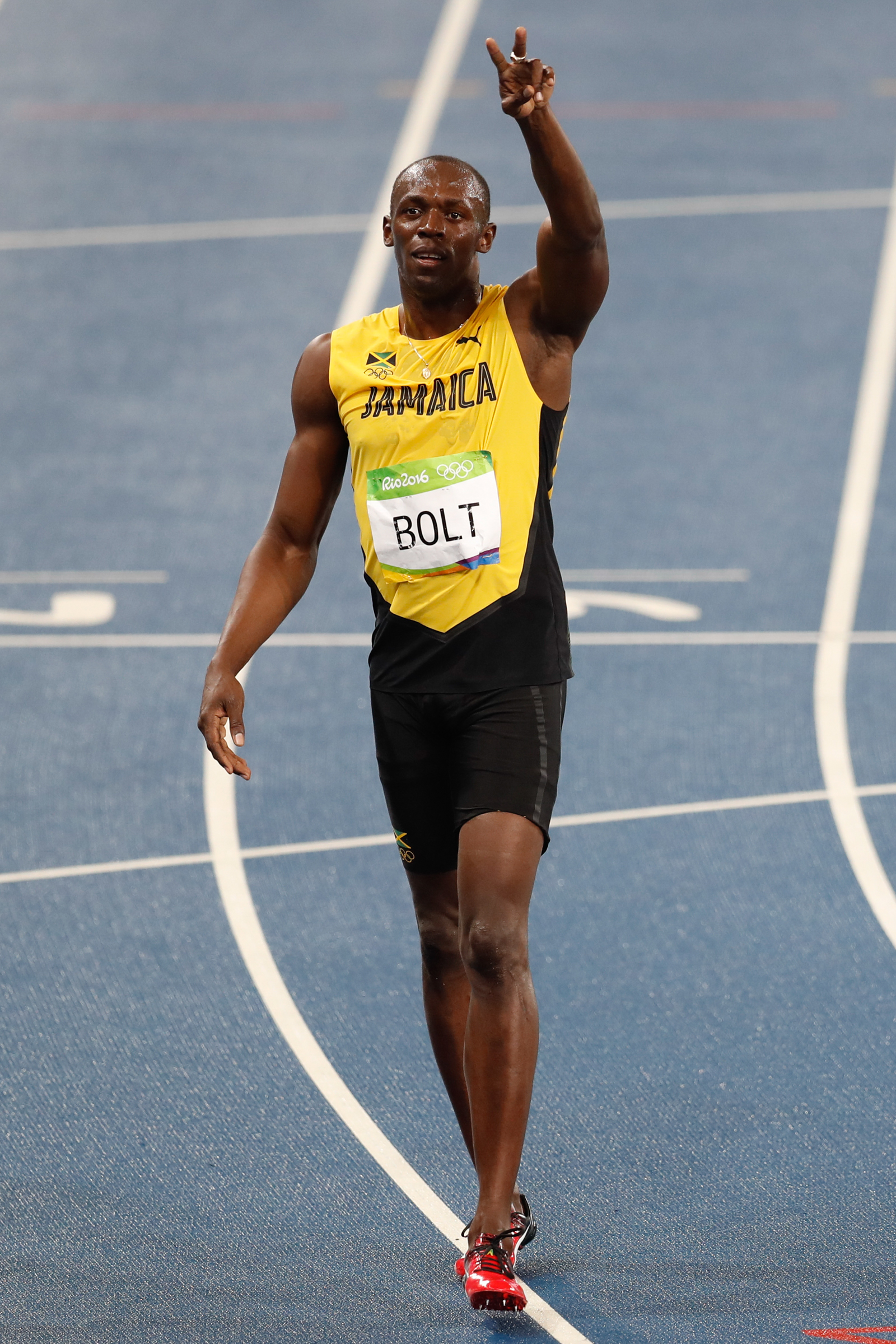
Usain Bolt (2016)

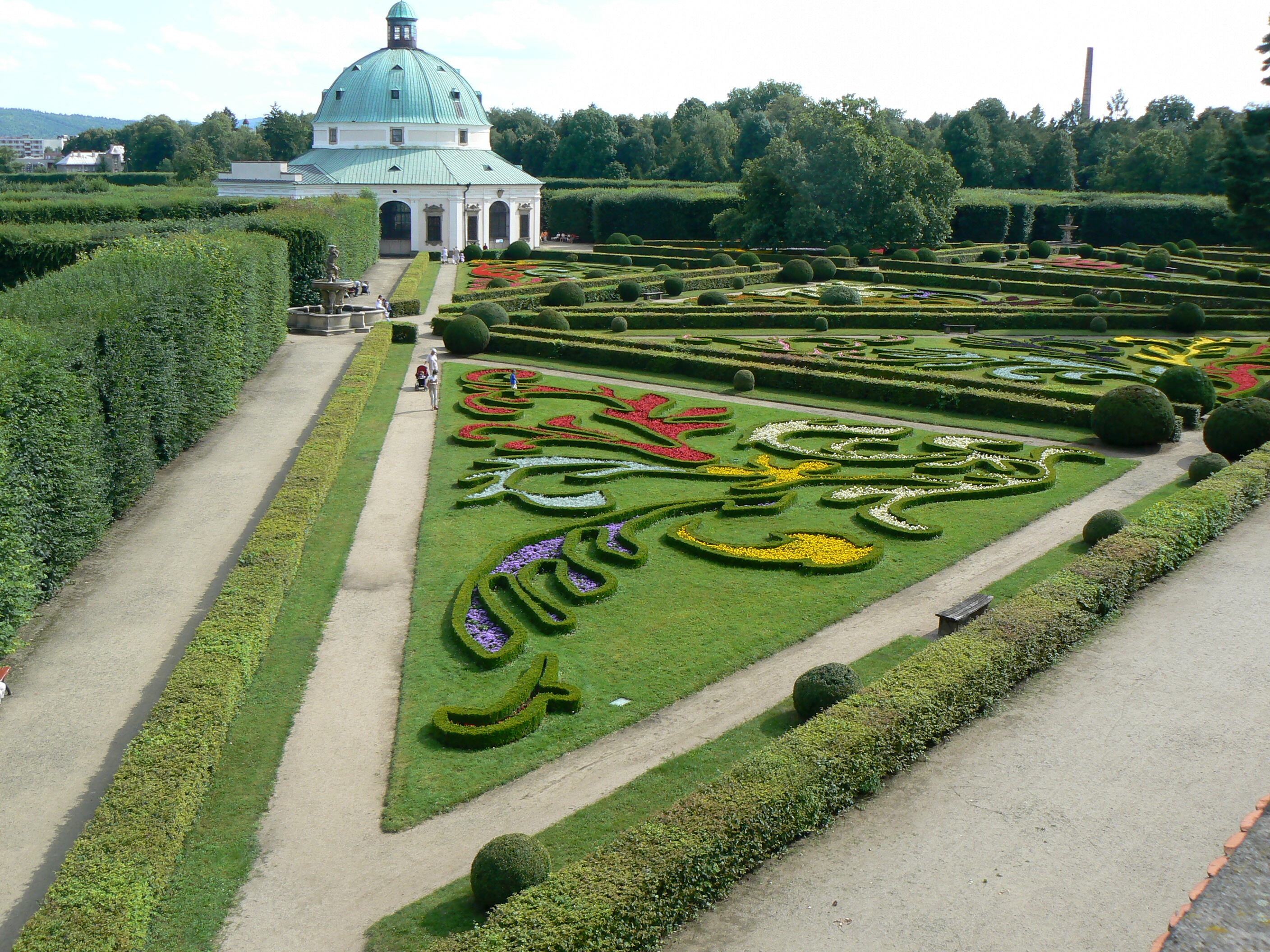
Květná zahrada v Kroměříži

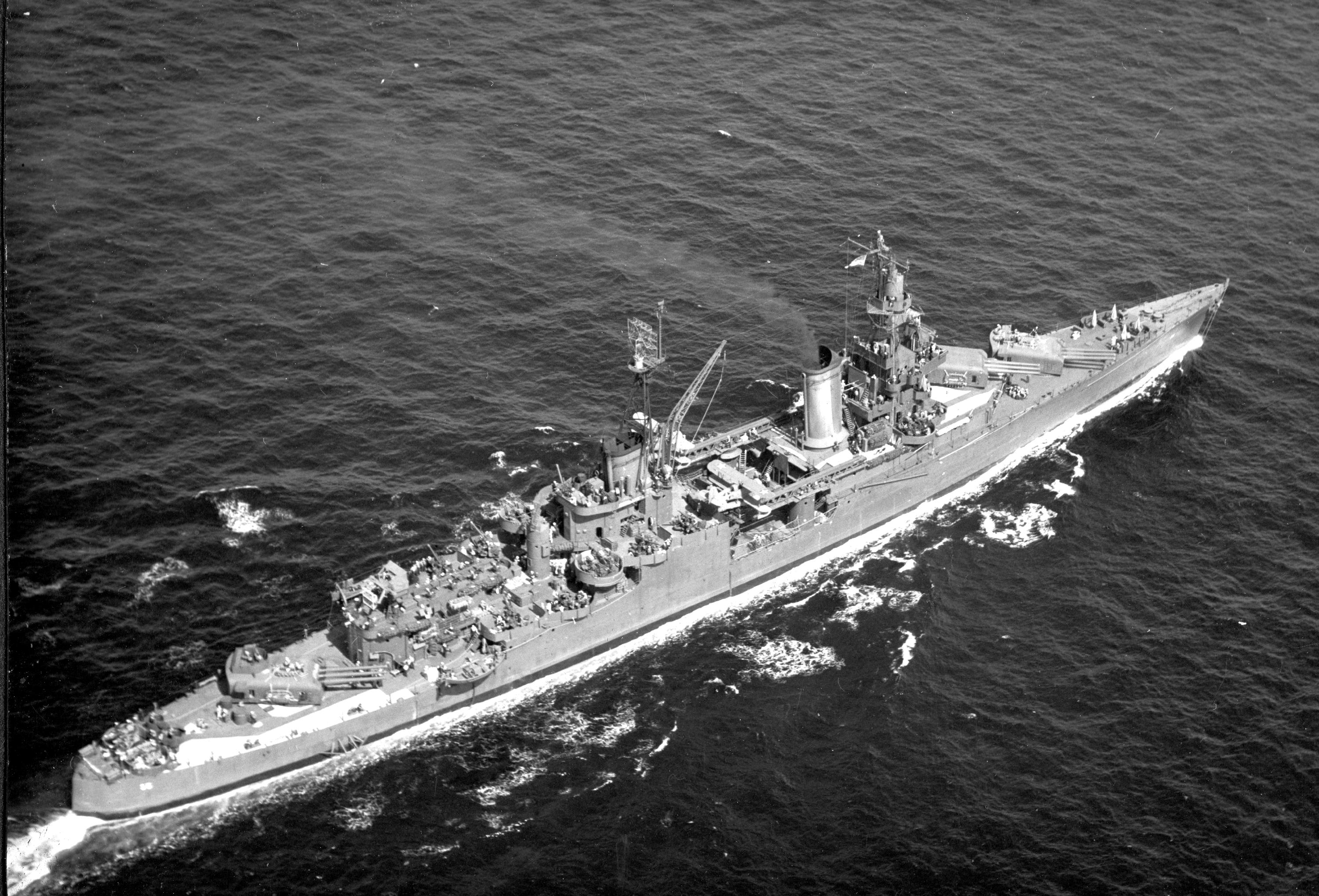
USS Indianapolis

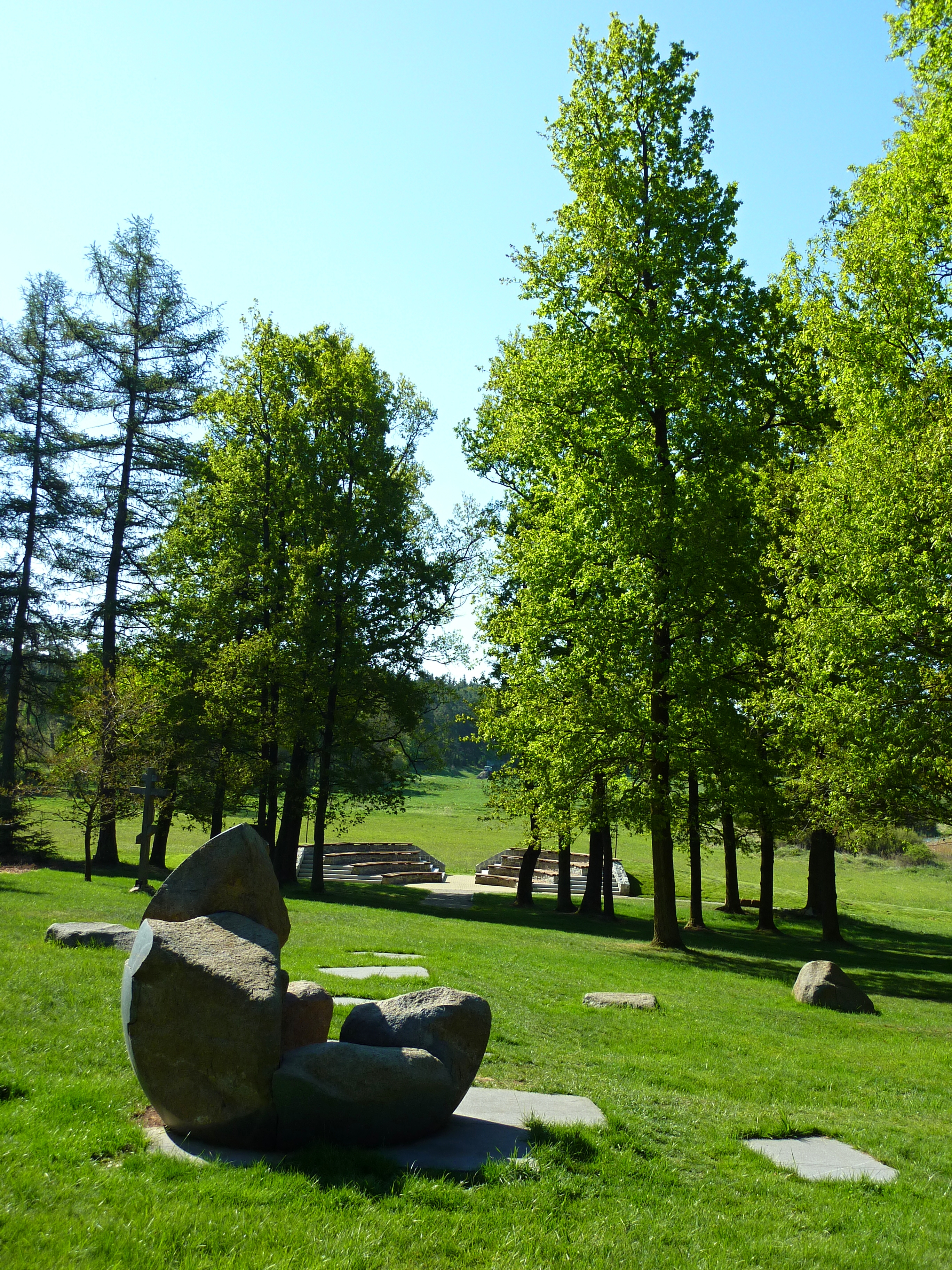
Památník, koncentrační tábor Lety

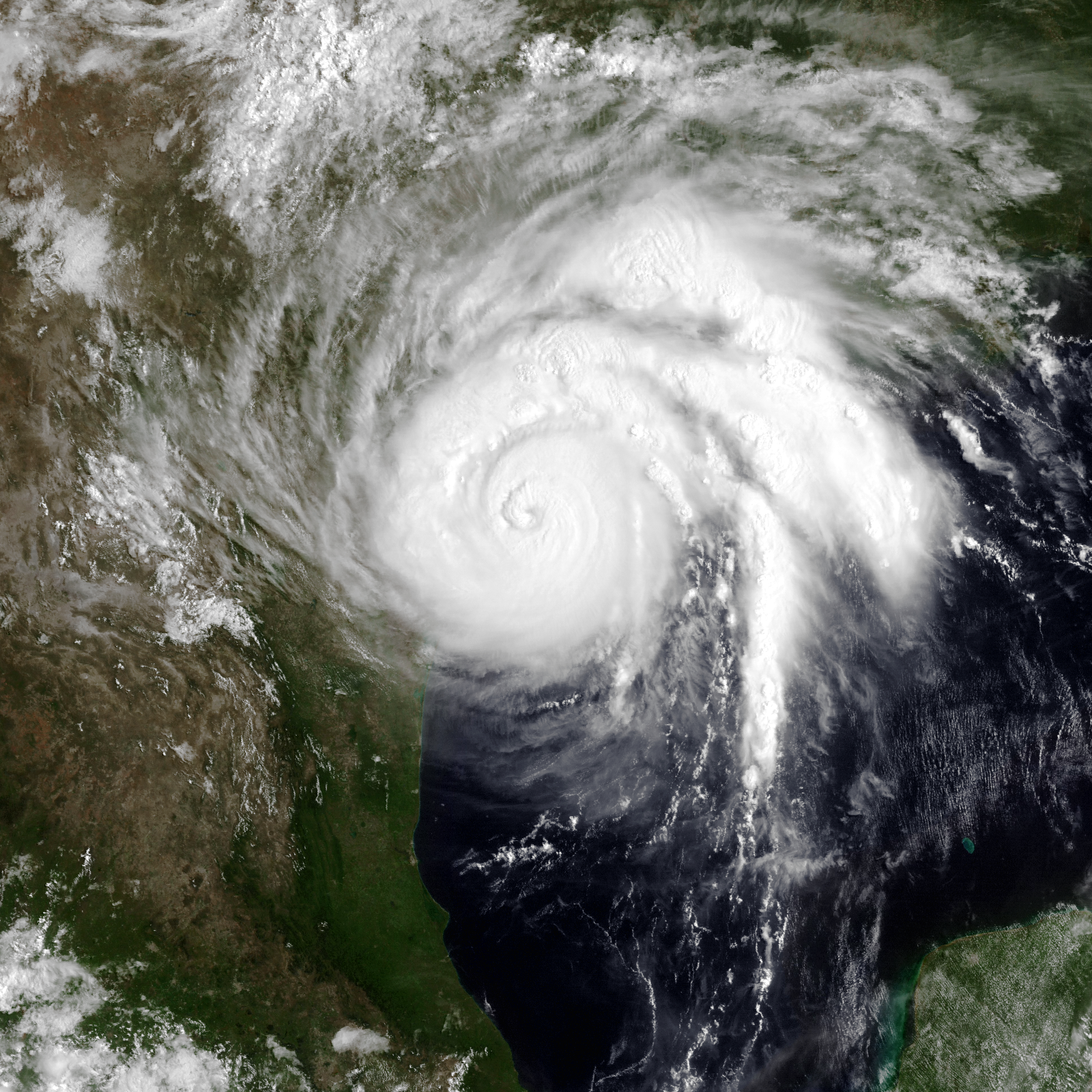
Hurikán Harvey

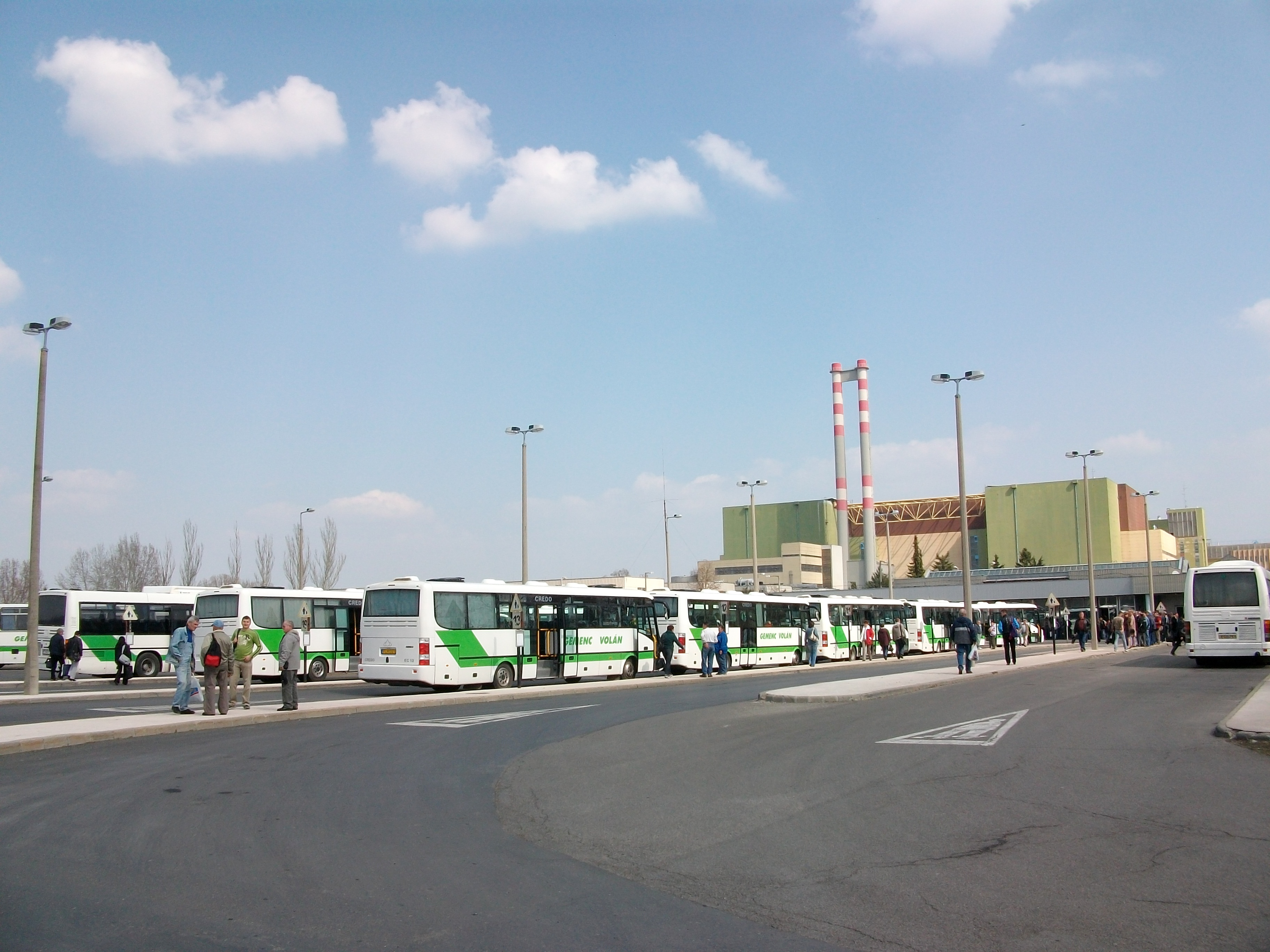
Jaderná elektrárna Paks

1. srpna – úterý
 Venezuelské bezpečnostní složky zadržely představitele opozice Leopolda Lópeze a Antonia Ledezmu.
2. srpna – středa
 V noci z 1. na 2. srpna shořel v třinecké části Guty dřevěný kostel Božího Těla ze 16. století.
3. srpna – čtvrtek
 Ruský premiér Dmitrij Medveděv veřejně prohlásil, že uvalením dalších sankcí USA Rusku vyhlásily otevřenou obchodní válku a naděje na lepší vztahy s Američany tak pohasly.
 Ve věku 75 let zemřel karikaturista a fyzik Pavel Kantorek.
 Ve věku 71 let zemřela česká scenáristka, publicistka a spisovatelka Miroslava Besserová.
4. srpna – pátek
 Robert Mueller, který v USA řídí vyšetřování prověřující ruské vměšování do prezidentských voleb, zřídil velkou porotu Ministerstva spravedlnosti, která se nyní soustřeďuje na prezidentova syna Donalda Trumpa mladšího a jeho možnou úlohu v této kauze.
5. srpna – sobota
 Rada bezpečnosti OSN jednomyslně schválila návrh USA na uvalení nových sankcí na Severní Koreu kvůli dvěma nedávným raketovým testům.
 Občané Mauritánie se v referendu vyslovili pro zrušení senátu a zavedení nové státní vlajky.
 Současný rwandský prezident Paul Kagame byl po změně ústavy opětovně zvolen pro třetí volební období.
6. srpna – neděle
 Jižní Evropu dlouhodobě sužuje vlna veder s teplotami i přes 40 °C. Zasaženy jsou státy na Balkáně, Itálie, Španělsko a ostrovy ve Středozemním moři. Na mnoha místech ve vnitrozemí vznikají stále nové lesní požáry, které se nedaří uhasit nebo dostat pod kontrolu.
 Venezuelské město Valencia zasáhla vzpoura vojáků nesouhlasících s politikou prezidenta Nicoláse Madura.
7. srpna – pondělí
 Ve věku 95 let zemřel generálporučík Jaroslav Klemeš (na obrázku) příslušník paradesantního výsadku Platinum-Pewter.
8. srpna – úterý
 Barbora Špotáková se podruhé stala mistryní světa v hodu oštěpem.
9. srpna – středa
 Přes silné protesty odborníků i rozhodnutí Soudního dvora Evropské unie povolila polská vláda rozsáhlou těžbu dřeva v Bělověžském pralese, nejstarším a největším nížinném pralese na evropském území.
10. srpna – čtvrtek
 Zemřela německá katolická řeholnice Ruth Pfau, která zásadním způsobem přispěla k vymýcení lepry v Pákistánu.
 Policie České republiky požádala Mandátový a imunitní výbor Poslanecké sněmovny o vydání předsedy hnutí ANO Andreje Babiše a místopředsedy Jaroslava Faltýnka kvůli kauze Čapí hnízdo.
11. srpna – pátek
 Kulový blesk poničil několik domů v obci Morkovice-Slížany na Kroměřížsku.
 Nejméně 36 lidí zemřelo při srážce vlaků v egyptské Alexandrii.
 Dva kubánští diplomaté opustili Spojené státy poté, co byl americký diplomatický personál v Havaně zasažen „skrytou sonickou zbraní“. Ztráta sluchu a bolesti hlavy postihly také osazenstvo kanadské ambasády.
12. srpna – sobota
 Nejméně jeden člověk byl zabit a dalších 19 zraněno poté, co útočník, příznivec krajní pravice James Alex Fields Jr., najel osobním vozem značky Dodge Challenger do davu účastníků antifašistické demonstrace ve městě Charlottesville v americkém státě Virginie.
 Evropská migrační krize: Lékaři bez hranic pozastavili záchranné operace ve Středozemním moři mezi Libyí a Itálií.
 Jamajský sprinter Usain Bolt ukončil na mistrovství světa v atletice v Londýně svou profesionální kariéru. Svůj poslední závod, štafetu na 4 × 100 metrů, však kvůli křečím nedokončil.
14. srpna – pondělí
 Nejméně 179 lidí bylo zabito při sesuvu půdy ve Freetownu, hlavním městě Sierry Leone.
 Při útoku ozbrojenců z al-Káidy na cizinci navštěvovanou tureckou restauraci v Ouagadougou, hlavním městě Burkiny Faso, bylo zabito 18 lidí.
15. srpna – úterý
 Arcidiecéze olomoucká podala žalobu kvůli sporu o vlastnictví Květné zahrady v Kroměříži. Zahrada je součástí světového dědictví UNESCO.
 Demonstranti v severokarolínském městě Durham strhli sochu konfederačního vojáka.
17. srpna – čtvrtek
 Při útoku dodávkou v ulici La Rambla v Barceloně byly zraněny desítky lidí a nejméně 13 jich bylo zabito.
18. srpna – pátek
 Americký prezident Donald Trump propustil svého kontroverzního poradce Steva Bannona, známého pro své ultrapravicové názory.
 Finská policie ve městě Turku zatkla útočníka s nožem. Při útoku byli dva lidé zabiti.
 Jeden člověk byl zabit při útoku automobilem ve městě Cambrils. Policie zastřelila pět útočníků.
19. srpna – sobota
 Podmořská expedice Paula Allena objevila vrak těžkého křižníku USS Indianapolis (na obrázku) potopeného japonským torpédem poté, co doručil součásti jaderné bomby Little Boy na ostrov Tinian.
 Libanonská a syrská armáda zahájily s podporou Hizballáhu ofenzivu proti pozicím Islámského státu v severovýchodní části pohoří Antilibanon.
20. srpna – neděle
 Irácký premiér Hajdar Abádí oznámil zahájení vojenských operací proti Islámskému státu ve městě Tal Afar. Na operaci se budou podílet ší'itské milice Hašd Šaabí.
 Stovky muslimů protestovaly v Barceloně proti terorismu.
21. srpna – pondělí
 Česká vláda schválila výkup vepřína postaveného na místě bývalého koncentračního tábora v Letech u Písku.
 Byl otevřen poslední úsek dálnice D11 mezi Prahou a Hradcem Králové.
 Pět amerických námořníků bylo zraněno a deset je pohřešováno po srážce torpédoborce USS John S. McCain s tankerem Alnic MC v Malackém průlivu.
22. srpna – úterý
 Spojené státy americké pozastavily vojenskou pomoc Egyptu v hodnotě šesti miliard korun kvůli porušování lidských práv.
23. srpna – středa
 Slovensko zvýšilo po útocích ve Španělsku stupeň teroristického ohrožení z prvního na druhý stupeň. Zvýší se počet policejních hlídek například v obchodních centrech, nádražích a na masových akcích a cizinecká policie bude přísněji zkoumat osoby při vydávání pobytových povolení různého typu.
24. srpna – čtvrtek
 Více než 950 lidí zahynulo v důsledku záplav nebo sesuvů půdy vyvolaných monzunovými dešti v Indii, Nepálu a Bangladéši. Celkem se již přírodní katastrofa v jižní Asii dotkla 40 miliónů lidí.
26. srpna – sobota
 Hurikán Harvey zasáhl pobřeží Texasu severně od města Corpus Christi. Americký prezident Donald Trump vyhlásit stav přírodní katastrofy.
 Americký prezident Donald Trump obnovil zákaz služby transgender lidí v ozbrojených silách USA. Příkaz rovněž ukončuje financování operací ke změně pohlaví pro aktivně sloužící příslušníky armády USA.
 Asi 500 000 lidí demonstrovalo v Barceloně proti terorismu.
27. srpna – neděle
 Irácká armáda dobyla město Tal Afar na severu země.
28. srpna – pondělí
 Ruský prezident Vladimir Putin ujistil maďarského premiéra Viktora Orbána, že ruská strana je připravena plně financovat dostavbu jaderné elektrárny Paks.
29. srpna – úterý
 Příliv afrických migrantů do Itálie výrazně polevil během posledních 2 měsíců. Jedním v významných důvodů je finanční pomoc, placená italskou vládou libyjským milicím za to, že migranty v zemi zadržují.
30. srpna – středa
 Indická finanční metropole Bombaj je druhým dnem paralyzována záplavami způsobenými monzunovými lijáky. Záplavy už si v jižní Asii vyžádaly víc než 1500 obětí.
31. srpna – čtvrtek
 Druhá studená válka: Spojené státy nařídily uzavření ruského konzulátu v San Franciscu a dalších kanceláří v New Yorku a Washingtonu. Učinily tak v reakci na oznámení ruské vlády o omezení počtu pracovníků na americké ambasádě a konzulátech v Rusku.
 Hurikán Harvey: Rex Tillerson poděkoval Mexiku za nabídku rozsáhlé humanitární pomoci.